# Stola S86 Diamante
La Stola S86 Diamante è una concept car realizzata dalla Stola nell'ottantaseiesimo anno di attività e presentata al salone di Ginevra del 2005.

## Descrizione
L'obiettivo del prototipo era dimostrare la capacità dell'azienda Stola di sviluppare e realizzare in pochissimo tempo modelli automobilistici.
L'ideazione stilistica è stata l'ultima creazione del designer Marcello Gandini, e si è concretizzata nel coupé a "2 posti secchi " dall'aspetto intrigante moderno e giovanile.

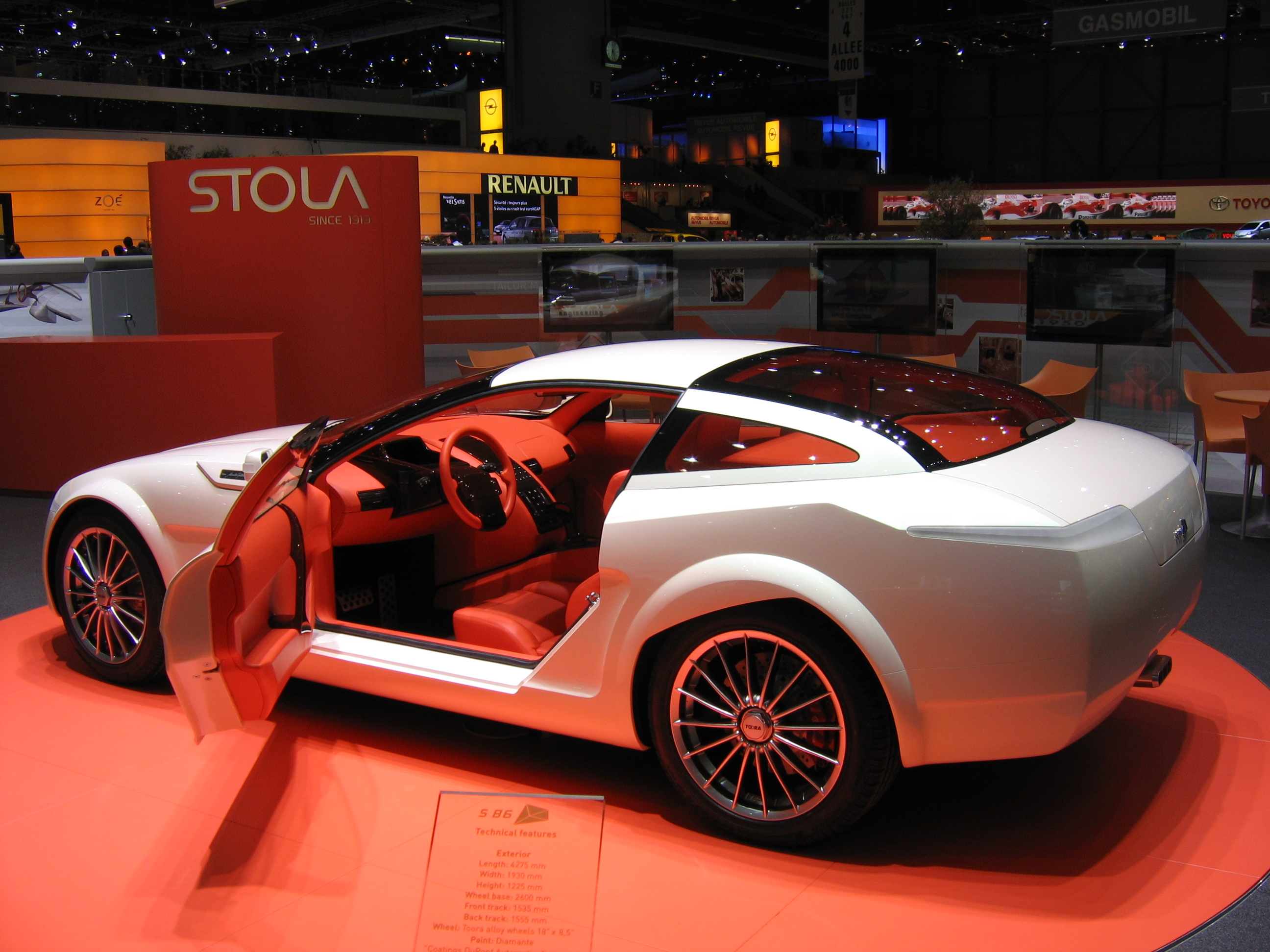
vista laterale

## Caratteristiche tecniche
- carreggiata anteriore 1535 mm
- carreggiata posteriore 1555 mm
- motorizzazione: non presente